# Огенекаро Етебо
Огенекаро Пітер Етебо (англ. Oghenekaro Peter Etebo, нар. 9 листопада 1995, Лагос) — нігерійський футболіст, центральний півзахисник клубу «Сток Сіті»  та збірної Нігерії.

## Клубна кар'єра
У дорослому футболі дебютував 2013 року виступами за команду клубу «Варрі Вулвз», в якій провів два сезони, взявши участь у 64 матчах чемпіонату. Більшість часу, проведеного у складі «Варрі Вулвз» і протягом двох сезонів був найкращим бомбардиром команди та у 2014 році перебував на перегляді в італійському «Удінезе», але контракт не підписав. У 2015 році Етебо був визнаний Талантом року в Африці.
На початку 2016 року Огенекаро перейшов у португальський «Фейренсі» і за підсумками першого ж сезону допоміг клубу вийти в еліту. Загалом відіграв за клуб з Санти-Марії-да-Фейри 45 матчів у національному чемпіонаті, забивши сім м'ячів.
31 січня 2018 року на правах оренди перейшов у іспанський «Лас-Пальмас» до кінця сезону з правом викупу. Втім клуб з міста Лас-Пальмас-де-Гран-Канарія зайняв передостаннє місце і вилетів з Ла-Ліги, через що повноцінний контракт підписаний не був і 11 червня 2018 року Етебо за 7,2 мільйона євро (6,35 мільйона фунтів стерлінгів) перейшов у клуб англійського Чемпіоншипу «Сток Сіті», підписавши п'ятирічну угоду. Він став першим підписанням нового тренера «гончарів» Гарі Роветта, який назвав нігерійця «енергійним півзахисником».

## Виступи за збірні
2015 року залучався до складу молодіжної збірної Нігерії. На молодіжному рівні зіграв у 16 офіційних матчах, забив 7 голів.
2013 року дебютував в офіційних матчах у складі національної збірної Нігерії. На вересень провів у формі головної команди країни 40 матчів, забивши 2 голи.
2016 року захищав кольори олімпійської збірної Нігерії. У складі цієї команди провів 3 матчі, забив 4 голи та був учасником футбольного турніру на Олімпійських іграх 2016 року у Ріо-де-Жанейро, на якому команда здобула бронзові олімпійські нагороди.
У складі національної збірної був учасником чемпіонату світу 2018 року у Росії.

### Голи в складі національної збірної
| №  | Дата            | Місце проведення                 | Суперник            | Гол | Рахунок | Турнір               |
| -- | --------------- | -------------------------------- | ------------------- | --- | ------- | -------------------- |
| 1. | 25 березня 2016 | «Ахмаду Белло», Кадуна, Нігерія  | Єгипет              | 1–0 | 1–1     | Кваліфікаці КАН 2017 |
| 2. | 30 березня 2021 | «Теслім Балогун», Лагос, Нігерія | Лесото              | 2–0 | 3–0     | Кваліфікаці КАН 2021 |
| 3. | 13 червня 2022  | «Стад Адрар», Агадір, Марокко    | Сан-Томе і Принсіпі | 5–0 | 10–0    | Кваліфікаці КАН 2023 |

## Титули та досягнення
Нігерія
- Бронзовий призер Африканських ігор: 2015
- Чемпіон Африки (U-23): 2015
- Бронзовий призер Олімпійських ігор: 2016
- Бронзовий призер Кубка африканських націй: 2019

«Галатасарай»
- Віцечемпіон турецької Суперліги (1): 2020-21